# Norberto Fuentes
Norberto Fuentes (La Havane, le 2 mars 1943) est un écrivain et journaliste cubain.

## Biographie
Son ouvrage Condenados de Condado publié en 1968, est récompensé  par Casa de las Américas.